# Zetomimus furcatus
Zetomimus furcatus är en kvalsterart som först beskrevs av Warburton och Pearce 1905.  Zetomimus furcatus ingår i släktet Zetomimus och familjen Ceratozetidae. Inga underarter finns listade i Catalogue of Life.